# Оссинген
Оссинген (нем. Ossingen) — коммуна в Швейцарии, в кантоне Цюрих.
Входит в состав округа Андельфинген. Население составляет 1314 человек (на 31 декабря 2007 года). Официальный код — 0037.